# Soutaja
Soutaja är en kulle i Finland. Den ligger i Pelkosenniemi i landskapet Lappland, i den norra delen av landet, 800 km norr om huvudstaden Helsingfors. Toppen på Soutaja är 373 meter över havet, eller 207 meter över den omgivande terrängen. Bredden vid basen är 3,0 km.
Terrängen runt Soutaja är platt åt nordost, men åt sydväst är den kuperad.  Trakten runt Soutaja är nära nog obefolkad, med mindre än två invånare per kvadratkilometer. Närmaste större samhälle är Pyhäjärvi, 2,5 km nordväst om Soutaja. 